# Cladonota spatulatus
Cladonota spatulatus är en insektsart som beskrevs av Leon Fairmaire. Cladonota spatulatus ingår i släktet Cladonota och familjen hornstritar. Inga underarter finns listade i Catalogue of Life.